# 체비쇼프 필터
체비쇼프 필터(Chebyshev filter)는 버터워스 필터보다 가파른 롤오프를 가지고 통과대역에 리플을 가지거나(1형) 저지대역에 리플을 가지는(2형) 아날로그 또는 디지털 필터이다. 체비쇼프 필터는 이상적인 필터 특성과 실제 필터 특성 간의 오차를 동작 주파수 대역에서 최소화하는 속성을 갖지만, 주파수 응답에서 리플을 통해 이를 달성한다. 이러한 유형의 필터는 그 수학적 특성이 체비쇼프 다항식에서 파생되었기 때문에 파프누티 체비쇼프의 이름을 따서 명명되었다. 1형 체비쇼프 필터는 일반적으로 "체비쇼프 필터"로 불리는 반면, 2형 필터는 보통 "역체비쇼프 필터"로 불린다. 체비쇼프 필터에 내재된 통과대역 리플 때문에 특정 응용 분야에서는 통과대역에서는 더 부드러운 응답을 갖지만 저지대역에서는 더 불규칙한 응답을 갖는 필터가 선호된다.

## 1형 체비쇼프 필터 (체비쇼프 필터)

일 때 4차 1형 체비쇼프 로우패스 필터의 주파수 응답

1형 체비쇼프 필터는 가장 흔한 유형의 체비쇼프 필터이다. {\displaystyle n}차 로우패스 필터의 각주파수 {\displaystyle \omega }에 대한 이득(또는 진폭) 응답 {\displaystyle G_{n}(\omega )}은 {\displaystyle s=j\omega }에서 평가된 전달 함수 {\displaystyle H_{n}(s)}의 절댓값과 같다.
{\displaystyle G_{n}(\omega )=\left|H_{n}(j\omega )\right|={\frac {1}{\sqrt {1+\varepsilon ^{2}T_{n}^{2}(\omega /\omega _{0})}}}}
여기서 {\displaystyle \varepsilon }는 리플 계수, {\displaystyle \omega _{0}}는 차단 주파수이고 {\displaystyle T_{n}}는 {\displaystyle n}차 체비쇼프 다항식이다.
통과대역은 리플 계수 {\displaystyle \varepsilon }에 의해 결정되는 동일 리플 특성을 나타낸다. 통과대역에서 체비쇼프 다항식은 -1과 1 사이를 교대하므로 필터 이득은 최대값 {\displaystyle G=1}과 최소값 {\displaystyle G=1/{\sqrt {1+\varepsilon ^{2}}}} 사이를 교대한다.
따라서 리플 계수 ε는 데시벨로 표시된 통과대역 리플 δ와 다음 관계로 연결된다.
{\displaystyle \varepsilon ={\sqrt {10^{\delta /10}-1}}.}
차단 주파수 {\displaystyle \omega _{0}}에서 이득은 다시 {\displaystyle 1/{\sqrt {1+\varepsilon ^{2}}}} 값을 갖지만 주파수가 증가함에 따라 저지대역으로 계속 떨어진다. 이 동작은 오른쪽 다이어그램에 표시되어 있다. -3 dB에서 차단 주파수를 정의하는 일반적인 관행은 체비쇼프 필터에는 일반적으로 적용되지 않는다. 대신 차단은 이득이 최종적으로 리플 값으로 떨어지는 지점으로 간주된다.
3 dB 주파수 {\displaystyle \omega _{H}}는 {\displaystyle \omega _{0}}와 다음 관계로 연결된다.
{\displaystyle \omega _{H}=\omega _{0}\cosh \left({\frac {1}{n}}\cosh ^{-1}{\frac {1}{\varepsilon }}\right).}
체비쇼프 필터의 차수는 아날로그 전자 회로를 사용하여 필터를 구현하는 데 필요한 리액턴스 부품(예: 유도자)의 수와 같다.
리플을 복소 평면의 {\displaystyle \omega } 축에 영점을 허용하여 저지대역에서 리플을 허용하면 훨씬 더 가파른 롤오프를 얻을 수 있다. 이는 이러한 영점 및 그 주변에서 거의 무한한 억제를 생성하지만(부품의 품질 계수, 기생 성분 및 관련 요인에 의해 제한됨), 저지대역에서의 전체 억제는 감소한다. 그 결과는 타원 필터라고도 알려진 카우어 필터라고 불린다.

### 극점과 영점

ε = 0.1 및 을 갖는 8차 2형 체비쇼프 필터의 복소 주파수 공간 (s=σ+jω)에서의 이득 절댓값의 로그. 흰 점은 극점이며 검은 점은 영점이다. 16개의 극점 모두 표시되어 있다. 각 영점은 다중도가 2이며, 12개의 영점이 그림 안에 표시되어 있고 4개는 그림 밖에 있다. 2개는 양의 ω 축에 있고 2개는 음의 ω 축에 있다. 전달 함수의 극점은 좌반평면에 있는 극점이며 전달 함수의 영점은 영점이지만 다중도는 1이다. 검은색은 0.05 이하의 이득에 해당하며, 흰색은 20 이상의 이득에 해당한다.

단순화를 위해 차단 주파수가 1과 같다고 가정한다. 체비쇼프 필터의 이득 함수 {\displaystyle G}의 극점 {\displaystyle (\omega _{pm})}은 이득 함수의 분모의 영점이다. 복소 주파수 {\displaystyle s}를 사용하면 다음에서 발생한다.
{\displaystyle 1+\varepsilon ^{2}T_{n}^{2}(-js)=0.\,}
{\displaystyle -js=\cos(\theta )}로 정의하고 체비쇼프 다항식의 삼각 함수 정의를 사용하면 다음과 같다.
{\displaystyle 1+\varepsilon ^{2}T_{n}^{2}(\cos(\theta ))=1+\varepsilon ^{2}\cos ^{2}(n\theta )=0.\,}
{\displaystyle \theta }에 대해 풀면
{\displaystyle \theta ={\frac {1}{n}}\arccos \left({\frac {\pm j}{\varepsilon }}\right)+{\frac {m\pi }{n}}}
여기서 아르코사인 함수의 다중 값은 정수 인덱스 {\displaystyle m}을 사용하여 명시된다. 체비쇼프 이득 함수의 극점은 다음과 같다.
{\displaystyle s_{pm}=j\cos(\theta )\,}
{\displaystyle =j\cos \left({\frac {1}{n}}\arccos \left({\frac {\pm j}{\varepsilon }}\right)+{\frac {m\pi }{n}}\right).}
삼각 함수 및 쌍곡선 함수의 속성을 사용하여 이것은 명시적으로 복소수 형태로 쓸 수 있다.
{\displaystyle s_{pm}^{\pm }=\pm \sinh \left({\frac {1}{n}}\mathrm {arsinh} \left({\frac {1}{\varepsilon }}\right)\right)\sin(\theta _{m})}
{\displaystyle +j\cosh \left({\frac {1}{n}}\mathrm {arsinh} \left({\frac {1}{\varepsilon }}\right)\right)\cos(\theta _{m})}
여기서 {\displaystyle m=1,2,...,n} 이고
{\displaystyle \theta _{m}={\frac {\pi }{2}}\,{\frac {2m-1}{n}}.}
이는 {\displaystyle \theta _{n}}의 매개 변수 방정식으로 볼 수 있으며 극점이 {\displaystyle s} 공간에서 {\displaystyle s=0}를 중심으로 한 타원 위에 있으며, 실수 반축 길이는 {\displaystyle \sinh(\mathrm {arsinh} (1/\varepsilon )/n)}이고 허수 반축 길이는 {\displaystyle \cosh(\mathrm {arsinh} (1/\varepsilon )/n)}임을 보여준다.

### 전달 함수
위의 식은 이득 {\displaystyle G}의 극점을 나타낸다. 각 복소 극점에 대해 그 복소 켤레가 있으며, 각 켤레 쌍에 대해 그 음수에 해당하는 두 개의 극점이 더 있다. 전달 함수는 안정적이어야 하므로 그 극점은 음의 실수 부분을 갖는 이득의 극점이어야 하며 따라서 복소 주파수 공간의 좌반평면에 위치한다. 따라서 전달 함수는 다음과 같다.
{\displaystyle H(s)={\frac {1}{2^{n-1}\varepsilon }}\ \prod _{m=1}^{n}{\frac {1}{(s-s_{pm}^{-})}}}
여기서 {\displaystyle s_{pm}^{-}}은 위 식에서 실수항 앞에 음수 부호를 갖는 이득의 극점만이다.

### 군지연

ε = 0.5인 5차 1형 체비쇼프 필터의 이득과 군지연.

군지연은 위상과 각주파수에 대한 미분으로 정의된다.
{\displaystyle \tau _{g}=-{\frac {d}{d\omega }}\arg(H(j\omega ))}
ε=0.5인 5차 1형 체비쇼프 필터의 이득과 군지연은 왼쪽 그래프에 그려져 있다. 저지대역에는 리플이 없다. 그러나 통과대역의 군지연 리플은 다른 주파수 성분이 다른 지연을 가지고 있음을 나타내며, 이는 통과대역의 이득 리플과 함께 파형 모양의 왜곡을 초래한다.

### 짝수 차수 수정
짝수 차수 체비쇼프 필터는 수동 소자, 일반적으로 인덕터, 커패시터, 전송선을 사용하여 구현되며, 각 측면의 종단 값이 같을 때, 특히 고주파에서 바람직하지 않거나 실현 불가능할 수 있는 결합 코일을 사용하지 않으면 전통적인 체비쇼프 전달 함수로 구현할 수 없다. 이는 {\displaystyle \omega =0}에서의 S12 값을 초과하는 S12 값을 초래하는 짝수 차수 체비쇼프 반사 영점을 물리적으로 수용할 수 없기 때문이다. 통과대역 S12를 수용하기 위해 한쪽 종단을 증가 또는 감소시켜 필터를 설계하는 것이 실현 불가능하다면, 통과대역의 등리플 응답을 유지하면서 가장 낮은 짝수 차수 반사 영점을 {\displaystyle \omega =0}로 이동시키도록 체비쇼프 전달 함수를 수정해야 한다.
필요한 수정은 가장 낮은 주파수 반사 영점을 0으로 매핑하고 나머지 극점은 등리플 통과대역을 유지하는 데 필요한 방식으로 각 체비쇼프 전달 함수 극점을 매핑하는 것을 포함한다. 가장 낮은 주파수 반사 영점은 체비쇼프 노드, {\displaystyle \cos {\Bigl (}{\frac {\pi (n-1)}{2n}}{\Bigl )}}에서 찾을 수 있다. 완전한 체비쇼프 극점 매핑 함수는 아래에 표시되어 있다.
{\displaystyle P'=\left[{\sqrt {\left({\frac {P^{2}+cos^{2}{\Bigl (}{\frac {\pi (n-1)}{2n}}{\Bigl )}}{1-{cos^{2}{\Bigl (}{\frac {\pi (n-1)}{2n}}{\Bigl )}}}}\right)}}\right]_{\text{Left Half Plane }}}
여기서:
n은 필터의 차수 (짝수여야 함)
P는 전통적인 체비쇼프 전달 함수 극점
P'는 수정된 짝수 차수 전달 함수에 대한 매핑된 극점.
"Left Half Plane"은 음의 실수 값을 포함하는 제곱근을 사용함을 나타낸다.
완료되면, 동일하게 종단된 수동 네트워크로 구현될 때 S12의 반사 영점 산란 행렬 값이 1이고 S11이 0인 새로운 등리플 전달 함수가 생성된다. 아래 그림은 8차 체비쇼프 필터가 가장 낮은 주파수 반사 영점을 유한 주파수에서 0으로 재배치하여 짝수 차수 동일 종단 수동 네트워크를 지원하도록 수정되었음을 보여주며, 동시에 등리플 통과대역 주파수 응답을 유지한다.

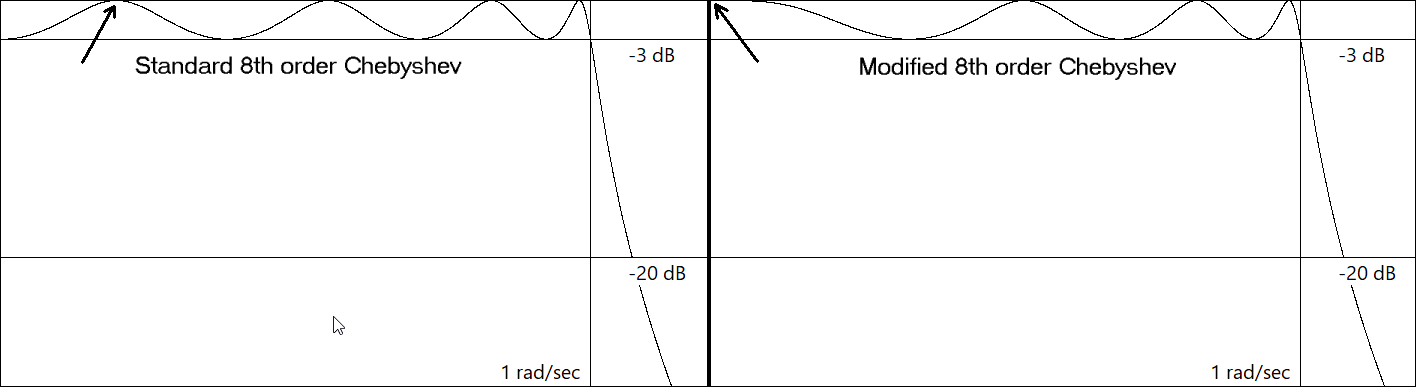
짝수 차수 수정 체비쇼프 그림

카우어 토폴로지의 LC 요소 값 공식은 짝수 차수 수정 체비쇼프 전달 함수에는 적용되지 않으며 사용할 수 없다. 따라서 반사 계수에서 파생될 수 있는 임피던스 함수의 전통적인 연분수에서 LC 값을 계산해야 하며, 이는 차례로 전달 함수에서 파생될 수 있다.

### 최소 차수
최소 필수 부품 수를 사용하여 체비쇼프 필터를 설계하려면 체비쇼프 필터의 최소 차수는 다음과 같이 계산할 수 있다. 이 방정식은 표준 로우패스 체비쇼프 필터만 고려한다. 짝수 차수 수정 및 유한 저지대역 전달 영점은 이 방정식이 고려하지 않는 오차를 도입한다.
{\displaystyle n=ceil{\bigg [}{\frac {\cosh ^{-1}{\sqrt {\frac {10^{\alpha _{s}/10}-1}{10^{\alpha _{p}/10}-1}}}}{\cosh ^{-1}{(\omega _{s}/\omega _{p})}}}{\bigg ]}}
여기서:
{\displaystyle \omega _{p}} 및 {\displaystyle \alpha _{p}}는 dB 단위의 통과대역 리플 주파수 및 최대 리플 감쇠
{\displaystyle \omega _{s}} 및 {\displaystyle \alpha _{s}}는 dB 단위의 저지대역 주파수 및 해당 주파수에서의 감쇠
{\displaystyle n}은 최소 극점 수, 즉 필터의 차수
ceil[]는 다음 정수로 올림 함수이다.

### 차단 감쇠 설정
체비쇼프 필터의 통과대역 차단 감쇠는 일반적으로 위의 계산에 의해 설정된 통과대역 리플 감쇠와 같다. 그러나 듀플렉서 및 트리플렉서와 같은 많은 응용 분야는 필요한 반사를 얻기 위해 -3.0103 dB의 차단 감쇠를 필요로 한다. 다른 전문 응용 분야에서는 다양한 이유로 차단 감쇠에 다른 특정 값이 필요할 수 있다. 따라서 체비쇼프 통과대역 차단 감쇠를 통과대역 리플 감쇠와 독립적으로 설정할 수 있는 수단이 유용하다 (예: -1 dB, -10 dB 등). 차단 감쇠는 전달 함수의 극점을 주파수 스케일링하여 설정할 수 있다.
스케일링 인자는 정의 체비쇼프 필터 함수, {\displaystyle G_{n}(\omega )}의 직접적인 대수적 조작으로 결정될 수 있으며, 여기에는 {\displaystyle \varepsilon }와 {\displaystyle T_{n}(\omega /\omega _{0})}가 포함된다. 체비쇼프 다항식 방정식에서 파생될 수 있는 체비쇼프 함수 {\displaystyle T_{n}(\omega /\omega _{0})=cos(n\cos ^{-1}(\omega /\omega _{0}))}의 일반적인 정의가 필요하며, 역체비쇼프 함수는 {\displaystyle T_{n}^{-1}(\omega /\omega _{0})=cos(\cos ^{-1}(\omega /\omega _{0})/n)}이다. {\displaystyle \omega /\omega _{0}\geq 1} 값에 대해 숫자를 실수로 유지하기 위해 복소 쌍곡선 항등식을 사용하여 방정식을 {\displaystyle T_{n}(\omega /\omega _{0})=cosh(n\cosh ^{-1}(\omega /\omega _{0}))}와 {\displaystyle T_{n}^{-1}(\omega /\omega _{0})=cosh(\cosh ^{-1}(\omega /\omega _{0})/n)}로 다시 작성할 수 있다.
위의 방정식과 참조에 간단한 대수학을 적용하여 각 체비쇼프 극점을 스케일링하는 표현은 다음과 같다.
{\displaystyle {\begin{aligned}p_{A}&=p_{1}/T_{n}^{-1}{\Biggr (}{\sqrt {\frac {10^{{\alpha }/10}-1}{10^{\delta /10}-1}}},n{\Biggr )}\qquad &{\text{For }}0<\delta <\infty {\text{   and  }}\delta \leq \alpha <\infty \\&=p_{1}*sech{\Biggr (}{\frac {1}{n}}cosh^{-1}{\Bigr (}{\sqrt {\frac {10^{\alpha /10}-1}{10^{\delta /10}-1}}}{\Bigr )}{\Biggr )}&{\text{For }}0<\delta <\infty {\text{   and   }}\delta \leq \alpha <\infty \\\end{aligned}}}
여기서:
{\displaystyle p_{A}}는 원하는 차단 감쇠를 설정하기 위해 재배치된 극점이다.
{\displaystyle p_{1}}은 타원 위에 있는 리플 차단 극점이다.
{\displaystyle \delta }는 dB 단위의 통과대역 감쇠 리플이다 (.05 dB, 1 dB 등).
{\displaystyle \alpha }는 dB 단위의 차단 주파수에서 원하는 통과대역 감쇠이다 (1 dB, 3 dB, 10 dB 등).
{\displaystyle n}은 극점 수 (필터의 차수)이다.
통과대역 차단 감쇠에 통과대역 리플 감쇠({\displaystyle \alpha =\delta )}를 사용하여 위 방정식에 대한 빠른 검증을 수행하면 이 경우 극점 조정이 1.0이 될 것으로 예상된다는 것을 알 수 있다.

### 짝수 차수 수정 차단 감쇠 조정
짝수 차수 수정 통과대역 리플로 설계되는 체비쇼프 필터의 경우 동일하게 종단된 수동 필터의 경우 감쇠 주파수 계산에 계산된 감쇠 주파수에 짝수 차수 조정 작업을 수행하여 짝수 차수 조정을 포함해야 한다. 이렇게 하면 짝수 차수 조정 산술이 약간 더 간단해진다. 이 경우 주파수는 실수 변수로 처리될 수 있기 때문이다 ({\displaystyle ((J\omega )^{2}{\text{ becomes }}-\omega ^{2})}).
{\displaystyle {\begin{aligned}p_{A}=p_{1}{\sqrt {\frac {1-{cos^{2}({\frac {\pi (n-1)}{2n}})}}{cosh^{2}{\Biggr (}{\frac {1}{n}}cosh^{-1}{\Bigr (}{\sqrt {\frac {10^{\alpha /10}-1}{10^{\delta /10}-1}}}{\Bigr )}{\Biggr )}-cos^{2}({\frac {\pi (n-1)}{2n}})}}}{\text{  For }}0<\delta <\infty {\text{   and   }}\delta \leq \alpha <\infty \\\end{aligned}}}
여기서:
{\displaystyle p_{A}}는 원하는 차단 감쇠를 설정하기 위해 재배치된 극점이다.
{\displaystyle p_{1}}은 짝수 차수 통과대역에 대해 수정된 리플 차단 극점이다.
{\displaystyle \delta }는 dB 단위의 통과대역 감쇠 리플이다 (.05 dB, 1 dB 등).
{\displaystyle \alpha }는 dB 단위의 차단 주파수에서 원하는 통과대역 감쇠이다 (1 dB, 3 dB, 10 dB 등).
{\displaystyle n}은 극점 수 (필터의 차수)이다.
{\displaystyle cos({\frac {\pi (n-1)}{2n}})}는 가장 작은 짝수 차수 체비쇼프 노드이다.

## 2형 체비쇼프 필터 (역체비쇼프 필터)

역체비쇼프 필터라고도 알려진 2형 체비쇼프 필터는 1형만큼 빠르게 롤오프되지 않고 더 많은 부품을 필요로 하기 때문에 덜 일반적이다. 통과대역에는 리플이 없지만 저지대역에는 등리플이 있다. 이득은 다음과 같다.
{\displaystyle G_{n}(\omega )={\frac {1}{\sqrt {1+{\frac {1}{\varepsilon ^{2}T_{n}^{2}(\omega _{0}/\omega )}}}}}={\sqrt {\frac {\varepsilon ^{2}T_{n}^{2}(\omega _{0}/\omega )}{1+\varepsilon ^{2}T_{n}^{2}(\omega _{0}/\omega )}}}.}
저지대역에서 체비쇼프 다항식은 -1과 1 사이를 진동하여 이득은 0과 다음 사이를 진동한다.
{\displaystyle {\frac {1}{\sqrt {1+{\frac {1}{\varepsilon ^{2}}}}}}}
그리고 이 최대값에 도달하는 가장 작은 주파수가 차단 주파수 {\displaystyle \omega _{o}}이다. 따라서 매개 변수 ε는 데시벨로 표시된 저지대역 감쇠 γ와 다음과 같이 관련된다.
{\displaystyle \varepsilon ={\frac {1}{\sqrt {10^{\gamma /10}-1}}}.}
5 dB의 저지대역 감쇠에 대해 ε = 0.6801이고, 10 dB의 감쇠에 대해 ε = 0.3333이다. 주파수 f0 = ω0/2π는 차단 주파수이다. 3 dB 주파수 fH는 f0와 다음과 같이 관련된다.
{\displaystyle f_{H}={\frac {f_{0}}{\cosh \left({\frac {1}{n}}\cosh ^{-1}{\frac {1}{\varepsilon }}\right)}}.}

### 극점과 영점
차단 주파수가 1과 같다고 가정하면, 체비쇼프 필터 이득의 극점 {\displaystyle (\omega _{pm})}은 이득의 분모의 영점이다.
{\displaystyle 1+\varepsilon ^{2}T_{n}^{2}(-1/js_{pm})=0.}
2형 체비쇼프 필터 이득의 극점은 1형 필터의 극점의 역수이다.
{\displaystyle {\frac {1}{s_{pm}^{\pm }}}=\pm \sinh \left({\frac {1}{n}}\mathrm {arsinh} \left({\frac {1}{\varepsilon }}\right)\right)\sin(\theta _{m})}
{\displaystyle \qquad +j\cosh \left({\frac {1}{n}}\mathrm {arsinh} \left({\frac {1}{\varepsilon }}\right)\right)\cos(\theta _{m})}
여기서 {\displaystyle m=1,2,...n}이다. 2형 체비쇼프 필터의 영점 {\displaystyle (\omega _{zm})}은 이득의 분자의 영점이다.
{\displaystyle \varepsilon ^{2}T_{n}^{2}(-1/js_{zm})=0.\,}
따라서 2형 체비쇼프 필터의 영점은 체비쇼프 다항식의 영점의 역수이다.
{\displaystyle 1/s_{zm}=-j\cos \left({\frac {\pi }{2}}\,{\frac {2m-1}{n}}\right)}
{\displaystyle m=1,2,...n}에 대해.

### 전달 함수
전달 함수는 이득 함수의 좌반평면에 있는 극점에 의해 주어지며 동일한 영점을 가지지만 이 영점은 이중 영점이 아닌 단일 영점이다.

### 군지연

ε = 0.1인 5차 2형 체비쇼프 필터의 이득과 군지연.

ε=0.1인 5차 2형 체비쇼프 필터의 이득과 군지연은 왼쪽 그래프에 그려져 있다. 저지대역에는 이득 리플이 있지만 통과대역에는 없다.

### 짝수 차수 수정
체비쇼프 필터 짝수 차수 필터와 마찬가지로, 표준 체비쇼프 II 짝수 차수 필터는 결합 코일을 사용하지 않으면 동일하게 종단된 수동 소자로 구현할 수 없으며, 이는 바람직하지 않거나 실현 불가능할 수 있다. 체비쇼프 II의 경우, 이는 저지대역에서 S12의 유한 감쇠 때문이다. 그러나 짝수 차수 체비쇼프 II 필터는 체비쇼프 II 저지대역의 등리플 함수를 유지하면서 가장 높은 주파수 유한 전달 영점을 무한대로 이동시켜 수정할 수 있다. 이 이동을 수행하기 위해 짝수 차수 수정된 체비쇼프 II 전달 함수를 생성하는 데 필요한 체비쇼프 II 극점을 정의하기 위해 표준 체비쇼프 함수 대신 짝수 차수 수정된 체비쇼프 함수가 사용된다. 영점은 짝수 차수 수정된 체비쇼프 다항식의 근인 짝수 차수 수정된 체비쇼프 노드를 사용하여 생성된다.
아래 그림은 짝수 차수 동일 종단 수동 네트워크를 지원하도록 수정된 8차 역체비쇼프 필터가 가장 높은 주파수 전달 영점을 유한 주파수에서 {\displaystyle \infty }로 재배치하여 동시에 등리플 저지대역 주파수 응답을 유지함을 보여준다.

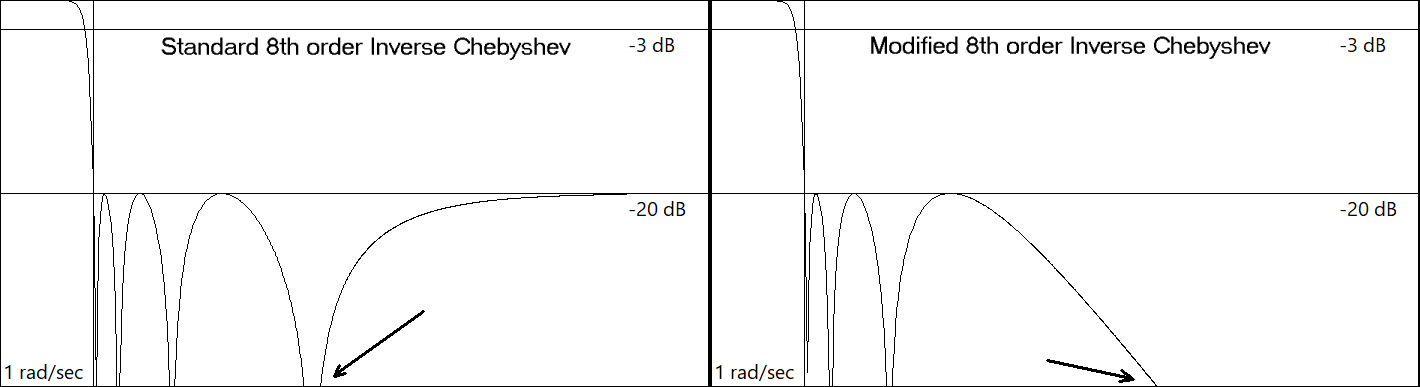
짝수 차수 수정 역체비쇼프 그림

### 최소 차수
최소 필수 부품 수를 사용하여 역체비쇼프 필터를 설계하려면 역체비쇼프 필터의 최소 차수는 다음과 같이 계산할 수 있다. 이 방정식은 표준 로우패스 역체비쇼프 필터만 고려한다. 짝수 차수 수정은 이 방정식이 고려하지 않는 오차를 도입한다. 이 방정식은 체비쇼프 필터 최소 차수에 사용된 것과 동일하지만 변수 정의가 약간 다르다.
{\displaystyle n=ceil{\bigg [}{\frac {\cosh ^{-1}{\sqrt {\frac {10^{\alpha _{s}/10}-1}{10^{\alpha _{p}/10}-1}}}}{\cosh ^{-1}{(\omega _{s}/\omega _{p})}}}{\bigg ]}}
여기서:
{\displaystyle \omega _{p}} 및 {\displaystyle \alpha _{p}}는 dB 단위의 통과대역 주파수 및 해당 주파수에서의 감쇠
{\displaystyle \omega _{s}} 및 {\displaystyle \alpha _{s}}는 dB 단위의 저지대역 주파수 및 최소 저지대역 감쇠
{\displaystyle n}은 최소 극점 수, 즉 필터의 차수
ceil[]는 다음 정수로 올림 함수이다.

### 차단 감쇠 설정
표준 차단 감쇠는 설명된 대로 통과대역 리플 감쇠와 동일하다. 그러나 체비쇼프 필터와 마찬가지로 차단 감쇠를 원하는 값으로 설정하는 것이 유용하며 이유는 동일하다. 체비쇼프 II 차단 감쇠 설정은 체비쇼프 차단 감쇠와 동일하지만, 감쇠 및 리플 입력은 방정식에서 반전되고 극점과 영점은 체비쇼프의 경우처럼 나누는 것이 아니라 결과에 곱해진다.
{\displaystyle {\begin{aligned}p_{A}&=p_{1}*T_{n}^{-1}{\Biggr (}{\sqrt {\frac {10^{{\delta }/10}-1}{10^{\alpha /10}-1}}},n{\Biggr )}\qquad &{\text{For }}0<\delta <\infty {\text{   and  }}0\leq \alpha <\infty \\&=p_{1}*cosh{\Biggr (}{\frac {1}{n}}cosh^{-1}{\Bigr (}{\sqrt {\frac {10^{\delta /10}-1}{10^{\alpha /10}-1}}}{\Bigr )}{\Biggr )}&{\text{For }}0<\delta <\infty {\text{   and   }}\delta \leq \alpha <\infty \\\end{aligned}}}

### 짝수 차수 수정 차단 감쇠 조정
체비쇼프 짝수 차수 수정 차단 감쇠에 사용된 것과 동일한 극점 및 영점에 대한 짝수 차수 조정을 체비쇼프 II의 경우에도 사용할 수 있지만, 극점은 결과에 곱해진다.
{\displaystyle {\begin{aligned}p_{A}=p_{1}{\sqrt {\frac {cosh^{2}{\Biggr (}{\frac {1}{n}}cosh^{-1}{\Bigr (}{\sqrt {\frac {10^{\delta /10}-1}{10^{\alpha /10}-1}}}{\Bigr )}{\Biggr )}-cos^{2}({\frac {\pi (n-1)}{2n}})}{1-{cos^{2}({\frac {\pi (n-1)}{2n}})}}}}{\text{  For }}0<\delta <\infty {\text{   and   }}\delta \leq \alpha <\infty \\\end{aligned}}}

## 구현

### 카우어 토폴로지
수동 LC 체비쇼프 로우패스 필터는 카우어 토폴로지를 사용하여 구현할 수 있다. {\displaystyle n}차 체비쇼프 프로토타입 필터의 인덕터 또는 커패시터 값은 다음 방정식에서 계산할 수 있다.
{\displaystyle G_{0}=1}
{\displaystyle G_{1}={\frac {2A_{1}}{\gamma }}}
{\displaystyle G_{k}={\frac {4A_{k-1}A_{k}}{B_{k-1}G_{k-1}}},\qquad k=2,3,4,\dots ,n}
{\displaystyle G_{n+1}={\begin{cases}1&{\text{if }}n{\text{ odd}}\\\coth ^{2}\left({\frac {\beta }{4}}\right)&{\text{if }}n{\text{ even}}\end{cases}}}
G1, Gk는 커패시터 또는 인덕터 소자 값이다.
3 dB 주파수 fH는 {\displaystyle f_{H}=f_{0}\cosh \left({\frac {1}{n}}\cosh ^{-1}{\frac {1}{\varepsilon }}\right)}로 계산된다.
계수 A, γ, β, Ak, 및 Bk는 다음 방정식에서 계산할 수 있다.
{\displaystyle \gamma =\sinh \left({\frac {\beta }{2n}}\right)}
{\displaystyle \beta =\ln \left[\coth \left({\frac {\delta }{17.37}}\right)\right]}
{\displaystyle A_{k}=\sin {\frac {(2k-1)\pi }{2n}},\qquad k=1,2,3,\dots ,n}
{\displaystyle B_{k}=\gamma ^{2}+\sin ^{2}\left({\frac {k\pi }{n}}\right),\qquad k=1,2,3,\dots ,n}
여기서 {\displaystyle \delta }는 데시벨 단위의 통과대역 리플이다.
숫자 {\displaystyle 17.37}는 정확한 값 {\displaystyle 40/\ln(10)}에서 반올림되었다.

카우어 토폴로지를 사용한 로우패스 필터

계산된 Gk 값은 오른쪽 그림과 같이 션트 커패시터와 직렬 인덕터로 변환하거나 직렬 커패시터와 션트 인덕터로 변환할 수 있다. 예를 들어,
- C1 션트 = G1, L2 직렬 = G2, ...

또는
- L1 션트 = G1, C1 직렬 = G2, ...

G1이 션트 커패시터 또는 직렬 인덕터일 때, G0는 각각 입력 저항 또는 컨덕턴스에 해당한다. 동일한 관계가 Gn+1 및 Gn에도 적용된다. 결과 회로는 정규화된 로우패스 필터이다. 주파수 변환 및 임피던스 스케일링을 사용하여 정규화된 로우패스 필터는 원하는 차단 주파수 또는 대역폭을 갖는 하이패스, 대역 통과, 대역 저지 필터로 변환될 수 있다.

### 디지털
대부분의 아날로그 필터와 마찬가지로 체비쇼프 필터는 쌍선형 변환을 통해 디지털(이산 시간) 재귀 형태로 변환될 수 있다. 그러나 디지털 필터는 유한한 대역폭을 가지므로 변환된 체비쇼프의 응답 형태는 왜곡된다. 대안적으로 응답을 왜곡하지 않는 일치 Z-변환 방법을 사용할 수 있다.

## 다른 선형 필터와의 비교
다음 그림은 동일한 개수의 계수(5차)로 얻은 다른 일반적인 필터 유형 옆에 체비쇼프 필터를 보여준다.
체비쇼프 필터는 버터워스 필터보다 더 가파르다. 타원 필터만큼 가파르지는 않지만 대역폭 내에서 리플이 더 적다.

## 체비쇼프 필터의 고급 주제
체비쇼프 필터 설계 유연성은 이 섹션에 문서화된 더 고급 설계 방법으로 보강될 수 있다. 특정 원치 않는 주파수를 중화시키거나 차단 감쇠를 증가시키기 위해 저지대역에 전달 영점을 삽입하거나, 더 바람직한 군지연을 얻기 위해 축에서 벗어난 영점을 삽입할 수 있다. 주파수 비대칭 설계 요구 사항을 더 효율적으로 충족시키기 위해 통과대역의 각 측면에 서로 다른 수의 극점을 포함하는 비대칭 체비쇼프 대역 통과 필터를 생성할 수 있다. 체비쇼프 필터로 알려진 등리플 통과대역은 통과대역의 일부만 등리플을 요구하는 설계 요구 사항을 더 효율적으로 충족시키기 위해 통과대역의 일정 비율로 제한될 수 있다.

### 체비쇼프 전달 영점
체비쇼프 필터는 등리플 통과대역을 유지하면서 저지대역에 임의로 배치된 유한 전달 영점을 갖도록 설계될 수 있다. {\displaystyle j\omega } 축을 따라 있는 저지대역 영점은 일반적으로 원치 않는 주파수를 제거하는 데 사용된다. 실수 축을 따라 있는 저지대역 영점 또는 복소 평면에 있는 4중 저지대역 영점은 군지연을 더 바람직한 형태로 수정하는 데 사용될 수 있다. 전달 영점 설계는 전달 및 반사 영점을 배치하는 특성 다항식 K(S)를 사용하며, 이는 차례로 전달 함수 {\displaystyle G(s)}를 생성하는 데 사용된다.
{\displaystyle G(s)={\sqrt {\frac {1}{1+\varepsilon ^{2}K(s)K(-s)}}}{\bigg |}_{\text{좌반평면 (LHP) 극점}}}
K(S) 계산은 다음과 같이 관찰된 등식에 의존한다.
{\displaystyle {\begin{aligned}&{\begin{array}{lcr}&{\bigg |}\prod _{i=1}^{N}{\frac {j\omega {\frac {\sqrt {z_{i}^{2}+1}}{z_{i}}}+{\sqrt {1-\omega ^{2}}}}{(1-j\omega /z_{i})}}{\bigg |}=1.&&{\text{ for }}0\leq \omega \leq 1\end{array}}\\\end{aligned}}}
모든 {\displaystyle z_{i}=\infty }, 허수 켤레 쌍, 4중 켤레 쌍 또는 실수 반대 부호 쌍에 대해.
통과대역 ({\displaystyle 0\leq \omega \leq 1})에서 크기가 항상 1임을 감안할 때, 유리항과 무리항은 0과 1 사이에서 달라져야 한다. 따라서 {\displaystyle K(s)} 특성 함수를 생성하기 위해 유리항만 사용되면 통과대역에서 등리플 응답이 예상되고 모든 {\displaystyle s=z_{i}}에서 특성 극점(전달 영점)이 예상된다.
위 식을 사용하여 K(S)를 설계하는 과정은 다음과 같다.
{\displaystyle {\begin{aligned}K(s)&={\frac {{\bigg \{}\prod _{i=1}^{N}{\bigg (}M_{i}s+{\sqrt {s^{2}+1}}{\bigg )}{\bigg \}}_{\text{rational term only}}}{\prod _{i=1}^{N}(1-s/z_{i})}}\\M_{i}&={\frac {\sqrt {z_{i}^{2}+1}}{z_{i}}}{\text{ for }}\sigma _{i}\neq 0{\text{ or }}\omega _{i}>1\\&={\frac {\sqrt {\omega _{i}^{2}-1}}{\omega _{i}}}{\text{ for }}\sigma _{i}=0{\text{ and }}\omega _{i}>1\\&=1{\text{ for  }}\omega _{i}=\infty \\z_{i}&=\sigma _{i}+j\omega _{i}={\text{ complex transmision zero}}\\\end{aligned}}}
실수 및 허수 {\displaystyle z_{i}} 쌍에 대해 양의 {\displaystyle M_{i}} 해를 사용한다. 4중 복소수 {\displaystyle z_{i}} 쌍에 대해 양의 실수 및 켤레 허수 {\displaystyle M_{i}} 해를 사용한다.
필요한 경우 {\displaystyle s=j}에서 {\displaystyle |K(s)|=1}이 되도록 {\displaystyle K(s)}를 정규화해야 한다.
"유리항만"은 곱의 유리 부분을 유지하고 무리 부분을 버리는 것을 의미한다. 유리항은 수동으로 다항식 산술을 수행하거나 다항식 산술에서 파생된 아래의 단축키를 사용하여 얻을 수 있으며, 이는 이항 계수를 사용한다. 이항 계수가 미리 계산된 값의 조회 테이블에서 구현되면 이 알고리즘은 매우 효율적이다.
{\displaystyle {\begin{aligned}&B=\prod _{i=1}^{N}(M_{i}s+1)\\&K(s)_{num}=\sum _{i=N}^{i\geq 0{\text{, step }}=-2}{\bigg [}\sum _{j=i}^{j\geq 0{\text{, step }}=-2}B_{j}{\binom {(N-j)/2}{(N-i)/2}}{\bigg ]}s^{i}\\&N={\text{ 체비쇼프 필터의 차수}}\\&B={\text{지정된 인자의 곱으로 생성된 다항식}}\\&B_{j}={\text{ 다항식 }}B{\text{의 }}j_{th}{\text{ 차수 계수}}\\&{\binom {n}{k}}{\text{는 이항 계수 함수}}\\\end{aligned}}}
모든 M 값이 1로 설정되면 {\displaystyle K(s)_{num}}은 표준 체비쇼프 방정식이 될 것이며, 이는 모든 전달 영점이 {\displaystyle \infty }에 있기 때문에 예상된다. 짝수 차수 유한 전달 영점 체비쇼프 필터는 모든 극점의 경우와 동일한 제한을 가지며, 이는 동일하게 종단된 수동 네트워크를 사용하여 구성할 수 없다는 것이다. 짝수 차수 특성 다항식 {\displaystyle K(s)}에 동일한 짝수 차수 수정을 적용하여 동일하게 종단된 수동 네트워크 구현을 가능하게 할 수 있다. 그러나 짝수 차수 수정은 유한 전달 영점도 약간 이동시킨다. 이 이동은 가장 낮은 체비쇼프 노드 {\displaystyle cos(\pi (N-1)/(2N))}를 사용하여 짝수 차수 수정의 역수를 사용하여 전달 영점을 미리 배치함으로써 크게 완화될 수 있다.
{\displaystyle {\begin{aligned}&z_{i}'={\sqrt {z_{i}^{2}(1.-C_{0}^{2})-C_{0}^{2}}}\\&C_{0}^{2}=cos^{2}({\frac {\pi (N-1)}{2N}})\\&z_{i}={\text{원하는 유한 전달 영점}}\\&z_{i}'={\text{미리 배치된 유한 전달 영점}}\\\end{aligned}}}

#### 간단한 전달 영점 예시

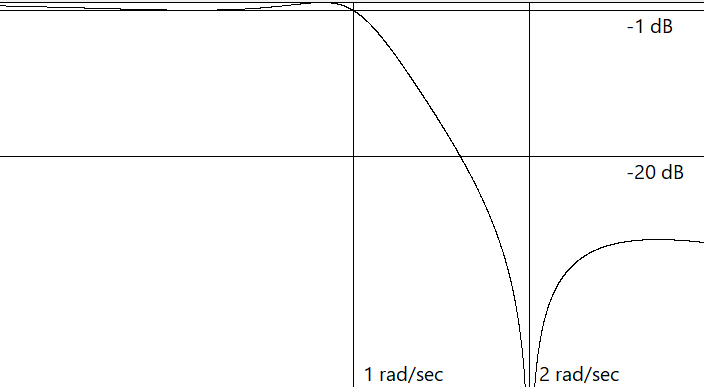
2 rad/sec에서 체비쇼프 전달 영점

2 rad/sec에 전달 영점 하나와 {\displaystyle \infty }에 전달 영점 하나가 있는 3극 체비쇼프 필터를 1 dB 통과대역으로 설계한다.
{\displaystyle {\begin{aligned}&M_{1}=M_{2}={\sqrt {(j2)^{2}+1}}/j2={\sqrt {1-4}}/j2={\sqrt {3}}/2=0.866025{\text{, }}M_{3}={\sqrt {\infty ^{2}+1}}/\infty =1\\&\\&{\text{전체 다항식 도출:}}\\&K(s)_{num}={\bigr (}0.86602540s+{\sqrt {s^{2}+1}}{\bigr )}{\bigr (}0.86602540s+{\sqrt {s^{2}+1}}{\bigr )}{\bigr (}s+{\sqrt {s^{2}+1}}{\bigr )}\\&K(s)_{num}=3.4820508s^{3}+2.7320508s+{\sqrt {\dots }}\\&{\text{무리항 }}{\sqrt {\dots }}{\text{는 버리고 유리 부분만 유지:}}\\&K(s)_{num}=3.4820508s^{3}+2.7320508s\\&\\&K(s)_{num}{\text{ 단축 도출:}}\\&B=(0.86602540s+1)(0.86602540s+1)(s+1)=.75s^{3}+2.4820508s^{2}+2.7320508s+1\\&K(s)_{num}={\bigg (}0.75{\binom {0}{0}}+2.4820508{\binom {1}{0}}{\bigg )}s^{3}+{\bigg (}2.7320508{\binom {1}{1}}{\bigg )}s\\&K(s)_{num}=3.4820508s^{3}+2.7320508s\\&\\&k(s)_{den}=({\frac {s}{j2}}+1)({\frac {s}{-j2}}+1)=0.25s^{2}+1\\&s=j{\text{에서 }}|K(s)|{\text{를 확인하여 단위가 되는지 확인하고, 필요한 경우 상수로 조정:}}\\&{\bigg |}{\frac {K(s)_{num}(s=j)}{K(s)_{den}(s=j)}}{\bigg |}=1{\text{ 확인!}}\\&K(s)={\frac {3.4820508s^{3}+2.7320508s}{0.25s^{2}+1}}\\\end{aligned}}}
{\displaystyle G(s)} 전달 함수를 찾으려면 다음을 수행한다.
{\displaystyle {\begin{aligned}&\varepsilon ^{2}=10^{1dB/10.}-1.=.25892541\\&G(s)={\sqrt {G(s)G(-s)}}{\bigg |}_{\text{LHP poles}}={\sqrt {\frac {1}{1+\varepsilon ^{2}K(s)K(-s)}}}{\bigg |}_{\text{LHP poles}}={\sqrt {\frac {K(s)_{den}K(-s)_{den}}{K(s)_{den}K(-s)_{den}+\varepsilon ^{2}K(s)_{num}K(-s)_{num}}}}{\bigg |}_{\text{LHP poles}}\\&={\sqrt {\frac {\{0.25(s)^{2}+1\}\{{0.25(-s)^{2}+1}\}}{\{0.25(s)^{2}+1\}\{{0.25(-s)^{2}+1}\}+.25892541\{3.4820508(s)^{3}+2.7320508(s)\}\{3.4820508(-s)^{3}+2.7320508(-s)\}}}}{\bigg |}_{\text{LHP poles}}\\&={\frac {0.25(s)^{2}+1}{{\sqrt {-3.1393872s^{6}-4.8638872s^{4}-1.4326456s^{2}+1}}{\bigr |}_{\text{LHP poles}}}}\\\end{aligned}}}
좌반평면에서 {\displaystyle G(s)}를 얻으려면 분자와 분모를 인수분해하여 근을 얻는다. 분모의 우반평면의 모든 근, 분자의 반복 근의 절반은 버리고 나머지 근으로 {\displaystyle G(s)}를 다시 구성한다. 일반적으로 {\displaystyle s=0}에서 {\displaystyle |G(s)|}를 1로 정규화한다.
{\displaystyle {\begin{aligned}&G(s)={\frac {0.25s^{2}+1}{1.7718316s^{3}+1.7200107s^{2}+2.2074118s+1}}\\\end{aligned}}}
예제 {\displaystyle G(s)}가 올바른지 확인하기 위해 {\displaystyle j\omega }를 따른 {\displaystyle G(s)}의 그래프가 아래에 표시되어 있으며, 통과대역 리플은 1 dB, 차단 주파수는 1 rad/sec, 저지대역 영점은 2 rad/sec이다.

### 비대칭 대역 통과 필터
체비쇼프 대역 통과 필터는 위에서 설명한 체비쇼프 전달 영점 방정식의 더 일반적인 형태를 사용하여 0과 무한대에 원하는 수의 전달 영점을 배치하여 기하학적으로 비대칭 주파수 응답을 갖도록 설계될 수 있으며, 이는 아래에 표시되어 있다. 아래 {\displaystyle K(s)} 방정식은 1에서 {\displaystyle \omega _{2}}까지의 주파수 정규화된 통과대역을 고려한다. 0에서의 전달 영점 개수가 {\displaystyle \infty }에서의 전달 영점 개수와 같지 않으면 필터는 기하학적으로 비대칭이 된다. 또한 유한 전달 영점이 기하학적 중심 주파수, 이 경우 {\displaystyle {\sqrt {\omega _{2}}}}에 대해 대칭적으로 배치되지 않으면 필터는 비대칭이 된다. 필터는 비대칭 {\displaystyle K(s)} 방정식이 사용 가능한 결과를 생성하기 위해 순 짝수 차수, 즉 모든 극점의 합이 짝수여야 한다는 제한이 있다. 이 기술을 사용하여 실수 및 복소 4중 전달 영점을 생성할 수 있으며, 저역 통과 경우와 마찬가지로 군지연 응답을 수정하는 데 유용하다. 비대칭 체비쇼프 대역 통과 필터를 생성하기 위한 특성 방정식 {\displaystyle K(s)}의 도출은 아래에 표시되어 있다.
{\displaystyle {\begin{aligned}K(s)&={\frac {{\bigg \{}\prod _{i=1}^{N}{\bigg (}M_{i}{\sqrt {s^{2}+\omega _{2}^{2}}}+{\sqrt {s^{2}+1}}{\bigg )}{\bigg \}}_{\text{rational term only}}}{s^{N_{z}}\prod _{i=1}^{N_{f}}(1-s/z_{i})}}\\M_{i}&={\sqrt {\frac {z_{i}^{2}+1}{z_{i}^{2}+\omega _{2}^{2}}}}{\text{ for }}\sigma _{i}\neq 0{\text{ or }}\omega _{i}<1{\text{ or }}\omega _{i}>\omega _{2}\\&={\sqrt {\frac {1-\omega _{i}^{2}}{\omega _{2}^{2}-\omega _{i}^{2}}}}{\text{ for }}\sigma _{i}=0{\text{ and }}0<\omega _{i}<1\\&={\sqrt {\frac {\omega _{i}^{2}-1}{\omega _{i}^{2}-\omega _{2}^{2}}}}{\text{ for }}\sigma _{i}=0{\text{ and }}\omega _{2}<\omega _{i}<\infty \\&={\frac {1}{\omega _{2}}}{\text{ for  }}z_{i}=0\\&=1{\text{ for  }}z_{i}=\infty \\N_{z}&={\text{ 0에서의 전달 영점 개수}}\\N_{f}&={\text{ 유한 전달 영점 개수 (허수, 실수, 복소수)}}\\z_{i}&=\sigma _{i}+j\omega _{i}={\text{ 복소 전달 영점}}\\\omega _{2}&={\text{ 상위 통과대역 코너 주파수 (하위 코너는 1로 정규화)}}\\\end{aligned}}}
필요한 경우 {\displaystyle s=j}에서 {\displaystyle |K(s)|=1}이 되도록 {\displaystyle K(s)}를 정규화해야 한다.

#### 간단한 비대칭 예시

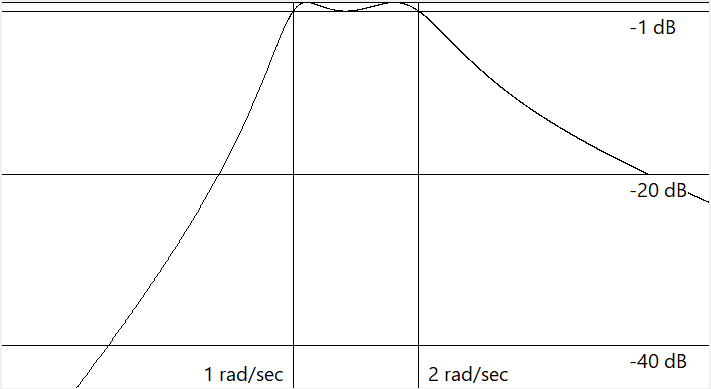
비대칭 체비쇼프 시뮬레이션

1에서 2 rad/sec까지 1dB 통과대역 리플, {\displaystyle \infty }에 전달 영점 하나, 0에 전달 영점 세 개를 갖는 비대칭 체비쇼프 필터를 설계한다. 위의 방정식에 수치 값을 적용하면 특성 다항식 {\displaystyle K(s)}를 다음과 같이 계산할 수 있다.
{\displaystyle {\begin{aligned}\omega _{2}&=2\\M_{1}&=M_{2}=M_{3}=.5\\M_{4}&=1\\K(s)&={\frac {{\bigg \{}{\bigg (}.5{\sqrt {s^{2}+2^{2}}}+{\sqrt {s^{2}+1}}{\bigg )}{\bigg (}.5{\sqrt {s^{2}+2^{2}}}+{\sqrt {s^{2}+1}}{\bigg )}{\bigg (}.5{\sqrt {s^{2}+2^{2}}}+{\sqrt {s^{2}+1}}{\bigg )}{\bigg (}{\sqrt {s^{2}+2^{2}}}+{\sqrt {s^{2}+1}}{\bigg )}{\bigg \}}_{\text{rational term only}}}{s^{3}}}\\K(s)&=C{\frac {3.375s^{4}+14.25s^{2}+12+{\sqrt {\dots }}}{s^{3}}}{\text{ 여기서 C는 s=j에서 크기를 1로 정규화하는 데 사용되는 상수}}\\\end{aligned}}}
무리 부분을 버리고 s=j에서 {\displaystyle |K(s)|}를 1로 정규화:
{\displaystyle {\begin{aligned}K(s)&={\frac {3s^{4}+12.666667s^{2}+10.666667}{s^{3}}}\\\end{aligned}}}
저역 통과 경우와 동일한 과정을 사용하여 {\displaystyle K(s)}에서 {\displaystyle G(s)}를 찾고, 상수 {\displaystyle C}를 사용하여 크기를 스케일링한다.
{\displaystyle {\begin{aligned}\varepsilon ^{2}&=10^{1dB/10.}-1.=.25892541\\G(s)&=C{\sqrt {\frac {K(s)_{den}K(-s)_{den}}{K(s)_{den}K(-s)_{den}+\varepsilon ^{2}K(s)_{num}K(-s)_{num}}}}{\bigg |}_{\text{LHP poles}}\\&=C{\frac {s^{3}}{{\sqrt {(s)^{3}(-s)^{3}+.25892541\{3(s)^{4}+12.666667(s)^{2}+10.666667\}\{3(-s)^{4}+12.666667(-s)^{2}+10.666667\}}}{\bigr |}_{\text{LHP poles}}}}\\&=C{\frac {s^{3}}{{\sqrt {2.3303287s^{8}+18.678331s^{6}+58.11437s^{4}+69.9674s^{2}+29.459958}}{\bigr |}_{\text{LHP poles}}}}\\\end{aligned}}}
좌반평면 극점에서 분모를 재구성할 때, 반사 영점이 0dB에서 발생하도록 {\displaystyle G(s)} 크기를 설정해야 한다. 이를 위해 통과대역 코너 주파수 {\displaystyle s=j} 및 {\displaystyle s=j2}에서 {\displaystyle |G(s)|}가 -1dB가 되도록 {\displaystyle G(s)}를 스케일링해야 한다. 완료되면 설계된 비대칭 체비쇼프 필터의 최종 전달 함수는 아래에 표시되어 있다.
{\displaystyle {\begin{aligned}G(s)&={\frac {0.18424001s^{3}}{0.28125000s^{4}+0.34089984s^{3}+1.3337548s^{2}+0.54084155s+1}}\\\end{aligned}}}
s=j와 s=2j에서 {\displaystyle |G(s)|}를 평가하면 두 경우 모두 -1dB의 값이 나오며, 이는 예제가 올바르게 합성되었음을 보증한다. 주파수 응답은 아래에 표시되어 있으며, {\displaystyle 1<\omega <2}에 대한 체비쇼프 1dB 등리플 통과대역 응답, 통과대역 가장자리에서 -1dB의 차단 감쇠, {\displaystyle \omega =0} 방향으로 -60dB/십진 감쇠, {\displaystyle \omega =\infty } 방향으로 -20dB/십진 감쇠, 통과대역 가장자리 근처에서 체비쇼프 스타일로 가파르게 변하는 기울기를 보여준다.

### 통과대역 리플 제한
표준 저역 통과 체비쇼프 필터 설계는 0 rad/sec에서 1 rad/sec까지의 정규화된 주파수 값으로 시작하는 등리플 통과대역을 생성한다. 그러나 일부 설계 요구 사항은 저주파에서 등리플 통과대역을 필요로 하지 않는다. 이러한 응용 분야에 대한 표준 완전 등리플 체비쇼프 필터는 과도하게 설계된 필터를 초래할 것이다. 등리플을 통과대역의 정의된 백분율로 제한하면 더 효율적인 설계가 가능하며, 필터 크기를 줄이고 잠재적으로 하나 또는 두 개의 부품을 제거하여 보드 공간 효율성을 최대화하고 대량 생산 품목의 생산 비용을 최소화하는 데 유용하다.
제한된 통과대역 리플은 이 기사의 위에서 설명한 기술을 사용하여 0차 비대칭 고역 통과 측(0에서 전달 영점 없음)과 제한된 리플 주파수로 설정된 {\displaystyle \omega 2}를 사용하여 비대칭 체비쇼프 대역 통과 필터를 설계함으로써 달성할 수 있다. 저역 통과 측의 차수는 홀수 차수 필터의 경우 N-1, 짝수 차수 수정된 필터의 경우 N-2, 표준 짝수 차수 필터의 경우 N이다. 이로 인해 {\displaystyle \omega =0}에서 1보다 작은 S12가 발생하며, 이는 짝수 차수 표준 체비쇼프 설계의 일반적인 특징이므로 표준 짝수 차수 체비쇼프 설계의 경우 이 단계에서 프로세스가 완료된다. 홀수 차수 설계의 경우 {\displaystyle \omega =0}에서 단일 반사 영점을 삽입해야 하고, 짝수 차수 수정된 설계의 경우 {\displaystyle \omega =0}에서 두 개의 반사 영점을 삽입해야 한다. 추가된 반사 영점은 통과대역에 눈에 띄는 오차를 유발하며, 이는 반감을 일으킬 수 있다. 이 오차는 방정계에 대한 뉴턴 방법을 사용하여 유한 반사 영점을 재배치함으로써 빠르고 정확하게 제거할 수 있다.

#### 뉴턴 방법의 적용
뉴턴 방법을 사용하여 반사 영점을 배치하려면 다음 세 가지 정보가 필요하다.
1. 제한된 리플 주파수보다 높은 주파수에 존재하는 각 통과대역 리플 최소점의 위치.
2. 제한 주파수와 제한 주파수보다 높은 각 최소점에서 정규화된 크기 {\displaystyle |K(j\omega )|}의 값, 즉 {\displaystyle |K(j)|=1}. 이 함수에 대한 향후 참조는 {\displaystyle |K(j\omega )_{|K(j)|=1}|} 또는 {\displaystyle |K(s)_{|K(j)|=1}|}로 표시된다.
3. 제한 주파수와 제한 주파수보다 높은 각 최소점에서 각 반사 영점에 대한 {\displaystyle |K(j\omega )_{|K(j)|=1}|}의 편미분의 야코비 행렬.

체비쇼프 특성 방정식 {\displaystyle K(s)}는 모든 반사 영점이 {\displaystyle j\omega } 축에 위치하고 모든 전달 영점은 {\displaystyle j\omega } 축에 있거나 {\displaystyle j\omega } 축에 대해 대칭이므로(수동 소자 구현에 필요), 통과대역 리플 최소점의 위치는 근 찾기 알고리즘을 사용하여 {\displaystyle K(s)}의 도함수 {\displaystyle (dK(s)/ds)_{num}}의 분자를 인수분해하여 얻을 수 있다. 이 다항식의 근은 통과대역 최소 주파수가 된다. {\displaystyle (dK(s)/ds)_{num}}는 표준 다항식 미분 정의에서 얻을 수 있으며 {\displaystyle (dK(s)/ds)num=K(s)_{den}(d(K(s)_{num})/ds)-K(s)_{num}(d(K(s)_{den})/ds)}이다.
편미분은 {\displaystyle \partial |K(R_{k},j\omega )_{K(j)=1}|/\partial R_{k}=|K(R_{k},j\omega )_{|K(j)|=1}|-|K(R_{k}+\vartriangle R_{k},j\omega )_{|K(j)|=1}|)/\vartriangle R_{k}}로 디지털로 계산할 수 있지만, 연속 편미분이 일반적으로 더 높은 정확성과 더 짧은 수렴 시간을 제공하므로 권장된다. 반사 영점에 대한 {\displaystyle |K(s)_{|K(j)|=1}|}의 연속 편미분을 얻으려면 항상 {\displaystyle |K(j)|=1}을 강제하는 {\displaystyle K(s)}에 대한 연속 표현이 필요하다. 이는 아래와 같이 켤레 근 쌍의 함수로 {\displaystyle K(s)}를 표현함으로써 달성할 수 있다.
{\displaystyle {\begin{aligned}|K(s)_{|K(j)|=1}|&={\begin{cases}K_{finite}(s)&{\text{if }}n{\text{ is even}}\\sK_{finite}(s)&{\text{if }}n{\text{ is odd}}\\\end{cases}}\\&\\K{finite}(s)&={\frac {\prod _{i=1}^{N_{Rz}}(Rz_{i}^{2}+s^{2})}{\prod _{i=1}^{N_{Tz}}(Tz_{i}^{2}+s^{2})}}{\frac {\prod _{i=1}^{N_{Tz}}(Tz_{i}^{2}-1)}{\prod _{i=1}^{N_{Rz}}(Rz_{i}^{2}-1)}}\\\end{aligned}}}
여기서 {\displaystyle K{finite}(s)}는 유한 반사 및 전달 영점만 포함하고, {\displaystyle N_{Rz}} 및 {\displaystyle N_{Tz}}는 반사 및 전달 영점 켤레 쌍의 수를 나타내며, {\displaystyle Rz_{i}} 및 {\displaystyle Tz_{i}}는 반사 및 전달 영점 켤레 쌍이다. {\displaystyle s} 홀수 항은 홀수 차수 체비쇼프 필터에 발생하는 0에서의 단일 반사 영점을 설명한다. 4중 전달 영점을 사용하면 표현을 수정하여 4중 항을 수용해야 한다. 위의 표현에서 {\displaystyle s=j}일 때 {\displaystyle |K(s)|=1}이 됨을 검사하여 알 수 있다.
체비쇼프 통과대역을 형성하는 데 필요한 것은 반사 영점의 이동 뿐이므로 편미분 표현은 {\displaystyle Rz_{i}} 항에 대해서만 만들어야 하고 {\displaystyle Tz_{i}} 항은 상수로 취급한다. 각 {\displaystyle Rz_{i}}에 대한 편미분 표현의 결정에 도움을 주기 위해 위 표현은 아래와 같이 다시 쓸 수 있다.
{\displaystyle |K(j\omega )_{|K(j)|=1}|={\frac {Rz_{k}^{2}-\omega ^{2}}{Rz_{k}^{2}-1}}{\bigg |}K(j\omega ){\bigg |}_{{\text{ less the }}Rz_{k}^{2}{\text{ terms}}}}
여기서 {\displaystyle Rz_{k}^{2}}는 특정 반사 영점 켤레 쌍을 나타낸다.
이 표현의 {\displaystyle Rz_{k}}에 대한 도함수는 표준 미분 규칙에 따라 쉽게 계산할 수 있다. 상수는 함수의 무결성을 유지하기 위해 앞에 이동된 {\displaystyle R_{k}^{2}} 항을 나누어야 한다. 가장 쉬운 방법은 {\displaystyle |K(j\omega )|}에 앞으로 이동된 {\displaystyle R_{k}^{2}} 항의 역수를 곱하는 것이다. 미분 가능한 표현은 다음과 같이 다시 쓸 수 있다.
{\displaystyle |K(j\omega )_{|K(j)|=1}|={\frac {Rz_{k}^{2}-\omega ^{2}}{Rz_{k}^{2}-1}}{\bigg \{}{\bigg |}K(j\omega ){\bigg |}{\bigg |}{\frac {Rz_{k}^{2}-1}{Rz_{k}^{2}-\omega ^{2}}}{\bigg |}{\bigg \}}_{\text{constant}}}
편미분은 {\displaystyle Rz_{k}}에 표준 미분 절차를 적용하고 단순화하여 결정할 수 있다. 결과는 아래와 같다.
{\displaystyle {\frac {\partial |K(j\omega )_{|K(j)|=1}|}{\partial |Rz_{k}|}}={\frac {2Rz_{k}^{2}(1-\omega ^{2})}{(1-Rz_{k}^{2})(Rz_{k}^{2}-\omega ^{2})}}|K(j\omega )|}
관련된 유일한 주파수는 제한 지점과 {\displaystyle |(dK(s)/ds)_{num}|}의 나머지 통과대역 최소값의 {\displaystyle i=2{\text{ 에서 }}N_{Rz}} 근에서의 주파수이므로 야코비 행렬은 다음과 같이 구성될 수 있다.
{\displaystyle J(Rz_{k},\omega _{i})={\begin{bmatrix}{\frac {\partial {|K(Rz_{1},j\omega _{1})_{|K(j)|=1}|}}{\partial {Rz_{1}}}}&{\frac {\partial {|K(Rz_{2},j\omega _{1})_{|K(j)|=1}|}}{\partial {Rz_{2}}}}&\dots &{\frac {\partial {|K(Rz_{N_{Rz}},j\omega _{1})_{|K(j)|=1}|}}{\partial {Rz_{N_{Rz}}}}}\\{\frac {\partial {|K(Rz_{1},j\omega _{2})_{|K(j)|=1}|}}{\partial {Rz_{1}}}}&{\frac {\partial {|K(Rz_{2},j\omega _{2})_{|K(j)|=1}|}}{\partial {Rz_{2}}}}&\dots &{\frac {\partial {|K(Rz_{N_{Rz}},j\omega _{2})_{|K(j)|=1}|}}{\partial {Rz_{N_{Rz}}}}}\\\vdots &\vdots &\ddots &\vdots \\{\frac {\partial {|K(Rz_{1},j\omega _{N_{Rz}})_{|K(j)|=1}|)}}{\partial {Rz_{1}}}}&{\frac {\partial {|K(Rz_{2},j\omega _{N_{Rz}})_{|K(j)|=1}|}}{\partial {Rz_{2}}}}&\dots &{\frac {\partial {|K(Rz_{N_{Rz}},j\omega _{N_{Rz}})_{|K(j)|=1}|}}{\partial {Rz_{N_{Rz}}}}}\\\end{bmatrix}}}
여기서 {\displaystyle \omega _{1}}은 제한 한계 주파수이고, {\displaystyle \omega _{(i>1)}}은 나머지 통과대역 최소값 {\displaystyle |dK(s)/ds)_{num}|}의 근의 크기이며, {\displaystyle Rz_{k}}는 반사 영점이다.
필터 차단 감쇠가 리플 크기와 같다고 가정하면, 모든 {\displaystyle \omega _{i}}에서 {\displaystyle |K(j\omega _{i})|}의 값은 1이므로 해 벡터 항목은 모두 1이며, 뉴턴 방법을 사용하여 해를 구하는 반복 방정식은 다음과 같다.
{\displaystyle {\begin{aligned}&[B_{k}]={\begin{bmatrix}|K(j\omega _{1})_{|K(j)|=1}|-1\\|K(j\omega _{2})_{|K(j)|=1}|-1\\\vdots \\|K(j\omega _{N_{Rz}})_{|K(j)|=1}|-1\\\end{bmatrix}}\\&\\&[J(R_{k},\omega _{i})][\Delta _{k}]=[B_{k}]\\&\\&[Rz_{k+1}]=[Rz_{k}]+[\Delta _{k}]\\\end{aligned}}}
수렴은 모든 {\displaystyle \sum _{k=1}^{N_{Rz}}|\Delta _{k}|<\delta }이고 응용 분야에 대해 {\displaystyle \delta }가 충분히 작을 때 달성되며, 일반적으로 1.e-05에서 1.e-16 사이이다. 더 큰 필터의 경우 수렴 초기 단계에서 과도한 진동을 방지하고 수렴 중에 {\displaystyle Rz_{k+1}}의 값을 제한된 리플 범위 내로 유지하기 위해 각 {\displaystyle \Delta _{k}}의 크기를 제한해야 할 수 있다.

#### 제한된 통과대역 예제

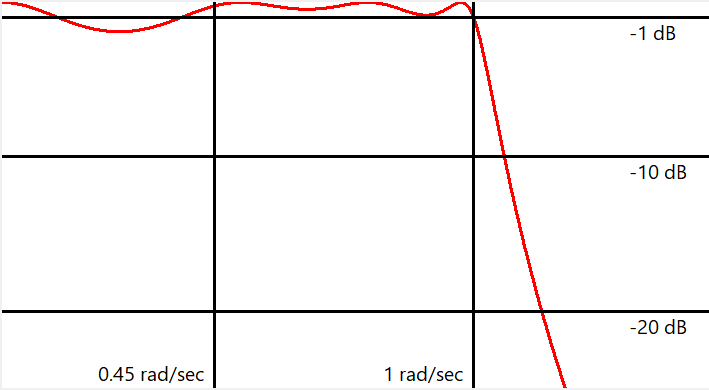

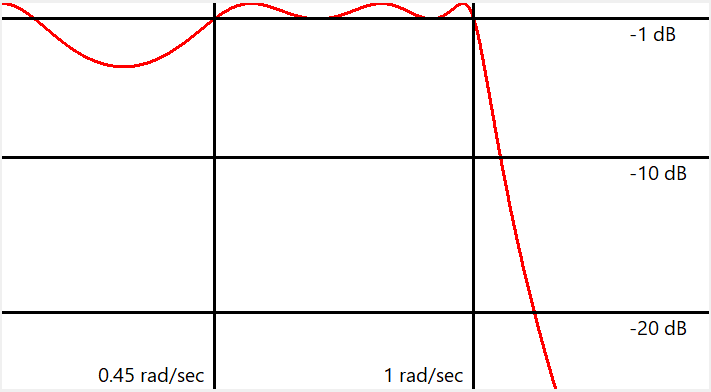

통과대역의 55%로 제한된 1 dB 등리플 통과대역을 갖는 7극 체비쇼프 필터를 설계한다.
1단계: 위에서 설명한 비대칭 합성 프로세스를 사용하여 비대칭 주파수 응답에 대한 {\displaystyle K(s)} 특성 다항식을 .45에서 1까지 6개의 저역 통과 극점은 {\displaystyle \infty }에, 0개의 고역 통과 극점은 0에 위치시킨다 (코너 주파수 {\displaystyle \omega _{2}} = 0.45 사용).

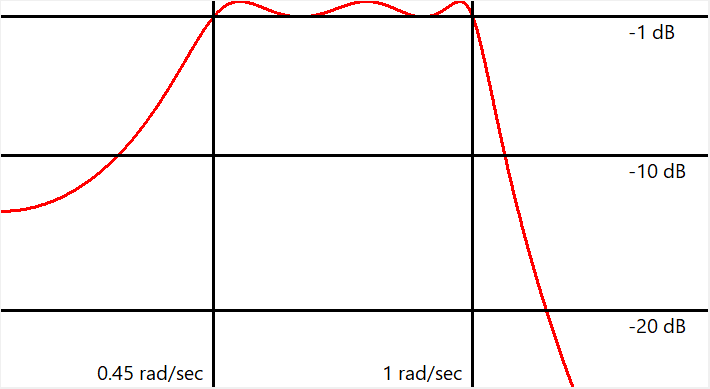

{\displaystyle K(s)={\frac {63.089619s^{6}+113.7979s^{4}+60.897476s^{2}+9.1891952}{1}}}
| 1단계:                                                                                                   |
| --- |
| 7극 55% 제한된 리플 통과대역: {\displaystyle {\sqrt {\frac {1}{1+\varepsilon ^{2}\|K(j\omega )\|^{2}}}}} |
| 1dB 등리플 통과대역                                                                                      |
| {\displaystyle \varepsilon ^{2}=10^{(1dB/10)}-1=0.25892541}                                              |
| 선형 주파수 스케일                                                                                       |

2단계: 1단계의 {\displaystyle K(s)}에 단일 반사 영점을 삽입한다. (짝수 차수 수정된 필터의 경우 두 개의 반사 영점 추가가 필요하다.)
{\displaystyle K(s)={\frac {63.089619s^{7}+113.7979s^{5}+60.897476s^{3}+9.1891952s}{1}}}
| 2단계:                                                                                                   |
| --- |
| 7극 55% 제한된 리플 통과대역: {\displaystyle {\sqrt {\frac {1}{1+\varepsilon ^{2}\|K(j\omega )\|^{2}}}}} |
| 1dB 등리플 통과대역                                                                                      |
| {\displaystyle \varepsilon ^{2}=10^{(1dB/10)}-1=0.25892541}                                              |
| 선형 주파수 스케일                                                                                       |

3단계: {\displaystyle |(d{K(s)}/ds)_{num}|}의 근의 양의 실수 또는 허수 값을 계산하여 통과대역 영점 도함수 주파수에서 {\displaystyle \omega _{(1{\text{ 에서 }}N)}}를 결정하고, 가장 낮은 근을 {\displaystyle \omega _{1}}의 0.45 제한 주파수로 대체한다.
|   | {\displaystyle \omega _{1}} | {\displaystyle \omega _{2}} | {\displaystyle \omega _{3}} |
| - | --------------------------- | --------------------------- | --------------------------- |
| 1 | 0.45                        | 0.64670785                  | 0.89924235                  |
| 2 | 0.45                        | 0.68010003                  | 0.9147864                   |
| 3 | 0.45                        | 0.6710597                   | 0.91089712                  |
| 4 | 0.45                        | 0.66969972                  | 0.91042253                  |
| 5 | 0.45                        | 0.66967763                  | 0.9104163                   |
| 6 | 0.45                        | 0.66967762                  | 0.9104163                   |

4단계 제한된 및 도함수 영점 각 지점에서 {\displaystyle |K(j\omega _{i})|}의 값을 결정한다.
|   | {\displaystyle \|K(j\omega _{1})\|} | {\displaystyle \|K(j\omega _{2})\|} | {\displaystyle \|K(j\omega _{3})\|} |
| - | ----------------------------------- | ----------------------------------- | ----------------------------------- |
| 1 | 0.45                                | 0.64035786                          | 0.89703503                          |
| 2 | 1.3886545                           | 1.1638033                           | 1.0148793                           |
| 3 | 1.045108                            | 1.0133721                           | 0.99991225                          |
| 4 | 1.0007289                           | 1.0001094                           | 0.99998768                          |
| 5 | 1.0000002                           | 1                                   | 1                                   |
| 6 | 1                                   | 1                                   | 1                                   |

5단계: 5단계의 B 벡터는 각 {\displaystyle \omega _{k}} 주파수에서 목표 값을 빼서 선형 방정식에 대한 B 벡터를 생성한다. 이 예제에서는 차단 감쇠가 이 특정 예제에서 통과대역 리플 감쇠와 같기 때문에 모든 값이 1이다. 차단 주파수 {\displaystyle j}에서 {\displaystyle |K(j)|=1}이다.
|   | {\displaystyle \|K(j\omega _{1})\|-1} | {\displaystyle \|K(j\omega _{2})\|-1} | {\displaystyle \|K(j\omega _{3})\|-1} |
| - | ------------------------------------- | ------------------------------------- | ------------------------------------- |
| 1 | -0.55                                 | -0.35964214                           | -0.10296497                           |
| 2 | 0.38865445                            | 0.1638033                             | 0.014879269                           |
| 3 | 0.045108043                           | 0.013372137                           | -8.7751135e-05                        |
| 4 | 7.2893112e-04                         | 1.0943442e-04                         | -1.2324941e-05                        |
| 5 | 1.7276985e-07                         | 5.2176787e-09                         | -2.6640391e-09                        |
| 6 | 1.8873791e-14                         | 1.5765167e-14                         | -2.553513e-15                         |

6단계: 각 반사 영점 {\displaystyle Rz_{k}}에 대한 각 {\displaystyle \omega _{(1{\text{ to }}N)}}에 대한 {\displaystyle |K(j\omega _{i})_{|K(j)|=1}|}의 편미분의 야코비 행렬을 결정한다. {\displaystyle {\frac {\partial |K(j\omega _{i})_{|K(j)|=1}|}{\partial |Rz_{k}|}}={\frac {2Rz_{k}^{2}(1-\omega _{i}^{2})}{(1-Rz_{k}^{2})(Rz_{k}^{2}-\omega _{i}^{2})}}|K(j\omega _{i})_{K(j)=1}|}
|                             | {\displaystyle Rz_{1}} | {\displaystyle Rz_{2}} | {\displaystyle Rz_{3}} |
| --------------------------- | ---------------------- | ---------------------- | ---------------------- |
| {\displaystyle \omega _{1}} | 9.1345241              | 3.5002523              | 17.567498              |
| {\displaystyle \omega _{2}} | -0.35964214            | -3.1210264             | 25.682621              |
| {\displaystyle \omega _{3}} | -0.10296497            | -0.4223115             | 45.32731               |

|                             | {\displaystyle Rz_{1}} | {\displaystyle Rz_{2}} | {\displaystyle Rz_{3}} |
| --------------------------- | ---------------------- | ---------------------- | ---------------------- |
| {\displaystyle \omega _{1}} | 18.978308              | 11.684784              | 67.247144              |
| {\displaystyle \omega _{2}} | -5.5693485             | 15.014974              | 57.94421               |
| {\displaystyle \omega _{3}} | -0.46259286            | -4.7583095             | 63.000455              |

|                             | {\displaystyle Rz_{1}} | {\displaystyle Rz_{2}} | {\displaystyle Rz_{3}} |
| --------------------------- | ---------------------- | ---------------------- | ---------------------- |
| {\displaystyle \omega _{1}} | 15.724251              | 8.5751083              | 48.268068              |
| {\displaystyle \omega _{2}} | -4.8309573             | 12.860042              | 48.094251              |
| {\displaystyle \omega _{3}} | -0.45645647            | -4.3455391             | 59.167024              |

|                             | {\displaystyle Rz_{1}} | {\displaystyle Rz_{2}} | {\displaystyle Rz_{3}} |
| --------------------------- | ---------------------- | ---------------------- | ---------------------- |
| {\displaystyle \omega _{1}} | 15.342666              | 8.1871355              | 46.007638              |
| {\displaystyle \omega _{2}} | -4.7516921             | 12.655385              | 47.240959              |
| {\displaystyle \omega _{3}} | -0.45514037            | -4.3046963             | 58.87818               |

|                             | {\displaystyle Rz_{1}} | {\displaystyle Rz_{2}} | {\displaystyle Rz_{3}} |
| --------------------------- | ---------------------- | ---------------------- | ---------------------- |
| {\displaystyle \omega _{1}} | 15.337079              | 8.1808716              | 45.971655              |
| {\displaystyle \omega _{2}} | -4.7506789             | 12.653283              | 47.233095              |
| {\displaystyle \omega _{3}} | -0.45510227            | -4.3042391             | 58.875318              |

|                             | {\displaystyle Rz_{1}} | {\displaystyle Rz_{2}} | {\displaystyle Rz_{3}} |
| --------------------------- | ---------------------- | ---------------------- | ---------------------- |
| {\displaystyle \omega _{1}} | 15.337078              | 8.1808702              | 45.971647              |
| {\displaystyle \omega _{2}} | -4.7506787             | 12.653283              | 47.233094              |
| {\displaystyle \omega _{3}} | -0.45510225            | -4.3042391             | 58.875317              |

7단계: 5단계에서 계산된 B 벡터를 사용하여 선형 방정식 {\displaystyle [J(R_{k},\omega _{i})][\Delta _{k}]=[B_{k}]}에 대해 {\displaystyle [\Delta _{k}]}를 해 구하여 반사 영점의 움직임을 얻는다.
|   | {\displaystyle \Delta _{1}} | {\displaystyle \Delta _{1}} | {\displaystyle \Delta _{3}} | {\displaystyle \sum _{k=1}^{N}\|\Delta _{k}\|} |
| - | --------------------------- | --------------------------- | --------------------------- | ---------------------------------------------- |
| 1 | -0.033937389                | -0.040973291                | -0.0054977233               | .02680                                         |
| 2 | 0.010159103                 | 0.010436353                 | 0.001099011                 | .00723149                                      |
| 3 | 0.0018170271                | 0.001314472                 | 1.090765e-04                | .00108019                                      |
| 4 | 3.4653892E-05               | 1.6843291E-05               | 1.2899974E-06               | 1.75957e-05                                    |
| 5 | 9.0033707E-09               | 2.9081531E-09               | 2.3695501E-10               | 4.04949e-08                                    |
| 6 | 0                           | 0                           | 0                           | 0                                              |

8단계: 계산된 {\displaystyle [\Delta ]}를 이전 반복의 반사 영점 위치에서 빼서 새로운 반사 영점 위치를 계산한다.
{\displaystyle [Rz_{k}]_{\text{next}}=[Rz_{k}]-[\Delta z_{k}]}
|   | {\displaystyle (Rz_{1})_{\text{next}}} | {\displaystyle (Rz_{2})_{\text{next}}} | {\displaystyle (Rz_{3})_{\text{next}}} |
| - | -------------------------------------- | -------------------------------------- | -------------------------------------- |
| 1 | 0.53982509                             | 0.81637641                             | 0.97841993                             |
| 2 | 0.52966599                             | 0.80594006                             | 0.97732092                             |
| 3 | 0.52784896                             | 0.80462559                             | 0.97721185                             |
| 4 | 0.52781431                             | 0.80460874                             | 0.97721056                             |
| 5 | 0.5278143                              | 0.80460874                             | 0.97721056                             |
| 6 | 0.5278143                              | 0.80460874                             | 0.97721056                             |

응용 프로그램 수렴 기준인 {\displaystyle \sum _{k=1}^{N_{Rz}}|\Delta _{k}|<\delta _{min}}이 충족될 때까지 3단계부터 8단계까지 반복한다. 이 예에서는 1.e-12로 선택되었다. 완료되면 최종 반사 영점 위치인 +/-j0.5278143, +/-J0.80460874, +/-J0.97721056, 및 0에서 최종 {\displaystyle K(s)}를 구성할 수 있다. {\displaystyle |K(j)|=1}이 되도록 진폭을 정규화하면 구성된 {\displaystyle K(s)}는 아래와 같다.
{\displaystyle K(s)={\frac {87.245248s^{7}+164.10165s^{5}+92.882626s^{3}+15.026225s}{1}}}
{\displaystyle G(s)={\frac {K(s)_{den}}{{\sqrt {K(s)_{den}K(-s)_{den}+\varepsilon ^{2}K(s)_{num}K(-s)_{num}}}|_{\text{LHP roots}}}}}
{\displaystyle {\text{여기서 }}\varepsilon ^{2}=10^{(1dB/10)}-1=0.25892541}
{\displaystyle G(s)={\frac {1}{44.394495s^{7}+30.711417s^{6}+94.125494s^{5}+46.949428s^{4}+58.490258s^{3}+17.844618S^{2}+9.7031614s+1}}}
합성 프로세스는 3단계에서 각 {\displaystyle \omega _{k}}에 대해 {\displaystyle |G(j\omega _{k})|}를 빠르게 확인하여 해당 주파수에서 1dB 감쇠가 발생하는지 확인하고, {\displaystyle \omega =1}에서의 차단 감쇠도 1dB인지 확인하여 검증할 수 있다. 아래 계산 요약은 예제 합성 프로세스를 검증한다.
| {\displaystyle \omega _{i}}            | {\displaystyle \|G(j\omega _{k})\|} |
| -------------------------------------- | ----------------------------------- |
| {\displaystyle \omega _{1}=0.45}       | -1 dB                               |
| {\displaystyle \omega _{2}=0.66967762} | -1 dB                               |
| {\displaystyle \omega _{3}=0.9104163}  | -1 dB                               |
| {\displaystyle \omega _{cut}=1}        | -1 dB                               |

전달 함수 {\displaystyle |G(jw)|}의 최종 크기 주파수 응답은 아래에 표시되어 있다.
| 최종 단계: |
| --- |
| 7극 55% 제한된 리플 통과대역: {\displaystyle \|G(s)\|={\sqrt {\frac {1}{1+\varepsilon ^{2}\|K(j\omega )\|^{2}}}}} |
| 1dB 등리플 통과대역                                                                                               |
| {\displaystyle \varepsilon ^{2}=10^{(1dB/10)}-1=0.25892541}                                                       |
| 선형 주파수 스케일                                                                                                |

#### 체비쇼프 II 저지대역 리플 제한
표준 저역 통과 역체비쇼프 필터 설계는 1 rad/sec에서 {\displaystyle \infty }까지의 정규화된 값으로 시작하는 등리플 저지대역을 생성한다. 그러나 일부 설계 요구 사항은 고주파에서 등리플 통과대역을 필요로 하지 않는다. 이러한 응용 분야에 대한 표준 완전 등리플 역체비쇼프 필터는 과도하게 설계된 필터를 초래할 것이다. 등리플을 저지대역의 정의된 백분율로 제한하면 더 효율적인 설계가 가능하며, 필터 크기를 줄이고 잠재적으로 하나 또는 두 개의 부품을 제거하여 보드 공간 효율성을 최대화하고 대량 생산 품목의 생산 비용을 최소화하는 데 유용하다.
제한된 저지대역 리플을 갖는 역체비쇼프 필터는 표준 역체비쇼프와 정확히 동일한 프로세스로 합성된다. 제한된 리플 체비쇼프 필터는 역 {\displaystyle \varepsilon }, {\displaystyle \varepsilon ^{2}=1/(10^{(\gamma /10)}-1)} (여기서 {\displaystyle \gamma }는 dB 단위의 저지대역 감쇠)로 설계되고, 설계된 제한된 리플 체비쇼프 필터의 극점과 영점은 반전되고, 차단 감쇠가 설정된다. 표준 체비쇼프 방정식은 제한된 리플 설계에서 작동하지 않으므로 타원 모래시계 설계에서 설명된 프로세스를 사용하여 차단 감쇠를 설정해야 한다.
아래는 3dB 차단 감쇠를 갖는 7극 제한된 리플 역체비쇼프 필터에 대한 |S11| 및 |S12| 산란 매개 변수이다.

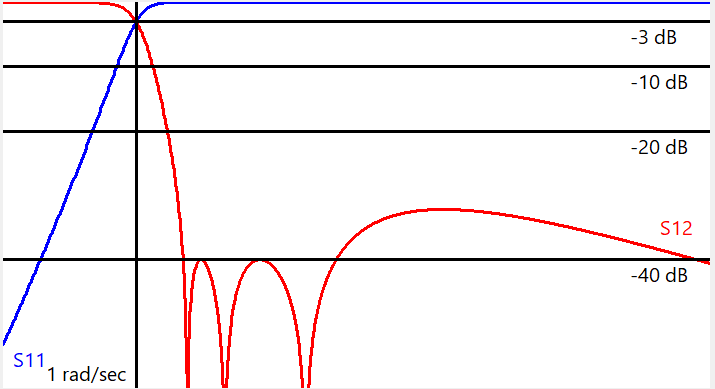
7극 역체비쇼프 제한된 저지대역 리플

#### 비표준 차단 감쇠 및 전달 영점
위의 제한된 리플 예시는 차단 감쇠를 통과대역 리플 감쇠와 같게 유지하고, 선택적인 전달 영점을 생략하며, 짝수 차수 수정이 잠재적으로 필요하지 않은 홀수 차수를 사용하여 의도적으로 간단하게 유지되었다. 그러나 비표준 차단 감쇠는 5단계에서 목표 값을 {\displaystyle \omega =j}의 차단 주파수에서 존재하는 필요한 1에서 오프셋하여 계산하고, 전달 영점을 포함하는 도함수 상수와 함께 {\displaystyle K(s)} 분모를 포함하며, 2단계에서 원래 {\displaystyle K(s)}에 하나의 반사 영점 대신 두 개의 반사 영점을 삽입하여 수용할 수 있다.
저지대역 전달 영점을 포함할 때 {\displaystyle dK(s)/ds)_{num}}의 근에 {\displaystyle \omega >1}인 저지대역 최대값이 포함된다는 것을 기억하는 것이 중요하다. 이 근은 계산에 사용된 통과대역 최소값에 포함되어서는 안 된다.
{\displaystyle \varepsilon ^{2}}는 {\displaystyle G(s)}에서 차단 감쇠를 설정하는 데 사용될 수 있으므로, 5단계 {\displaystyle K(s)} 목표 값은 1에 대해 만들 수 있다. 5단계의 목표 값은 위의 방정식에서 얻을 수 있는 {\displaystyle |K(j\omega )|} 표현을 사용하여 계산할 수 있다.
{\displaystyle {\begin{aligned}&|K(j\omega )|={\sqrt {\frac {10^{Aripple_{dB}/10}-1.}{10^{Acut_{dB}/10}-1.}}}=0.01010101...{\text{ at the pass band minima frequencies}}\\&|K(j\omega )|=1{\text{ at the pass band cut-off frequency}}\\&\varepsilon ^{2}=10^{(Acut_{dB}/10)}-1=99.0\\\end{aligned}}}
%제한 = 55, 차수 = 8, 1.1에 단일 전달 영점, 통과대역 리플 감쇠 = 0.043648054(무손실 네트워크에 대한 관계 {\displaystyle |S_{11}|^{2}+|S_{12}|^{2}=1}에 기반한 S12 = 20dB 감쇠에 해당), 통과대역 차단 감쇠 = 20dB인 필터 설계를 고려한다.
5단계의 목표 값은 .01010101이고, {\displaystyle G(s)}를 계산하는 {\displaystyle \varepsilon ^{2}}는 99이다. 완료되면 특성 다항식 {\displaystyle K(s)}와 전달 함수 {\displaystyle G(s)}는 아래와 같다.
{\displaystyle K(s)={\frac {2.3081085s^{8}+3.7315386s^{6}+1.8867298s^{4}+0.28974597s^{2}}{0.82644628s^{2}+1}}}
{\displaystyle G(s)={\frac {K(s)_{den}}{{\sqrt {K(s)_{den}K(-s)_{den}+\varepsilon ^{2}K(s)_{num}K(-s)_{num}}}|_{\text{LHP roots}}}}}
{\displaystyle {\text{여기서 }}\varepsilon ^{2}=10^{(20_{dB}/10)}-1=99.0}
{\displaystyle G(s)={\frac {0.82644628s^{2}+1}{22.96539s^{8}+39.774072s^{7}+71.570971s^{6}+73.962937s^{5}+65.358572s^{4}+40.848153s^{3}+19.393829S^{2}+6.0938301s+1}}}
검증은 제한 주파수, 차단 주파수, 그 사이에 있는 나머지 통과대역 최소 주파수, 그리고 전달 영점 주파수에 대한 산란 매개 변수 {\displaystyle |S12|{\text{ 및 }}|S11|} ({\displaystyle |G(s)|}와  {\displaystyle {\sqrt {1-|G(s)|^{2}}}})를 계산하는 것으로 구성되며 아래에 표시되어 있다.
| {\displaystyle \omega _{i}}            | {\displaystyle \|S12\|=\|G(j\omega _{k})\|} | {\displaystyle \|S12\|={\sqrt {1-\|G(j\omega _{k})\|^{2}}}} |
| -------------------------------------- | ------------------------------------------- | ----------------------------------------------------------- |
| {\displaystyle \omega _{1}=0.45}       | -0.043648054 dB                             | -20dB                                                       |
| {\displaystyle \omega _{2}=0.66133008} | -0.043648054 dB                             | -20dB                                                       |
| {\displaystyle \omega _{3}=0.82704812} | -0.043648054 dB                             | -20dB                                                       |
| {\displaystyle \omega _{cut}=1}        | -20 dB                                      | -0.043648054 dB                                             |
| {\displaystyle \omega _{Tz_{1}}=1.1}   | -{\displaystyle \infty }                    | 0 dB                                                        |

{\displaystyle |S_{12}|{\text{ 및 }}|S_{11}|}의 최종 크기 주파수 응답은 아래에 표시되어 있다.

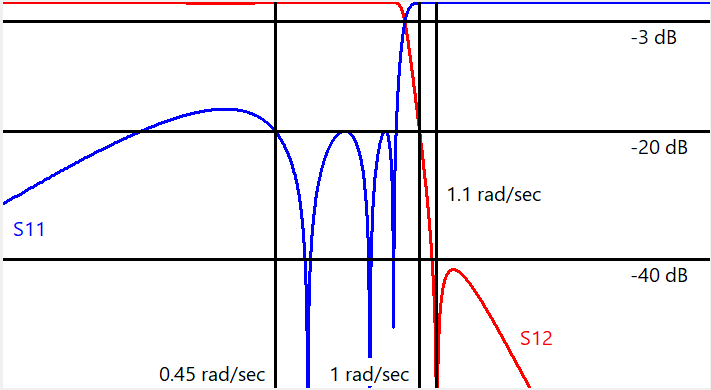

| 최종 단계: |
| --- |
| 8극 55% 제한된 리플 통과대역: {\displaystyle \|G(s)\|={\sqrt {\frac {1}{1+\varepsilon ^{2}\|K(j\omega )\|^{2}}}}} |
| 20dB S11 등리플 통과대역                                                                                          |
| 1.1 rad/sec에 유한 전달 영점                                                                                      |
| 20dB에서 비표준 S12 차단 감쇠                                                                                     |
| 기하학적 주파수 스케일                                                                                            |

## 같이 보기
- 베셀 필터
- 버터워스 필터
- 체비쇼프 노드
- 체비쇼프 다항식
- 콤 필터
- 타원 필터
- 필터 설계